# Радивоновский сельский совет (Запорожская область)
Радивоновский сельский совет (укр. Радивонівська сільська рада) — входит в состав
Акимовского района
Запорожской области
Украины.
Административный центр сельского совета находится в 
с. Радивоновка
.

## История
- 1802 — дата образования.

## Населённые пункты совета
- с. Радивоновка
- с. Богатырь
- с. Мирное
- с. Перемога
- с. Тимофеевка